# Scabrotrophon maltzani
Scabrotrophon maltzani är en snäckart som först beskrevs av Wilhelm Kobelt och Heinrich Carl Kuster 1878.  Scabrotrophon maltzani ingår i släktet Scabrotrophon och familjen purpursnäckor. Inga underarter finns listade i Catalogue of Life.